# Ferrotramviaria
Die Ferrotramviaria S.p.A. ist ein privates Verkehrsunternehmen, das einige Bahn- und Buslinien in der italienischen Region Apulien betreibt.

## Bahnverkehr

Liniennetz

Die Ferrotramviaria betreibt die 1965 eröffnete Bahnstrecke Bari–Barletta sowie den 2008 eingeweihten Servizio ferroviario metropolitano di Bari (deutsch: Städtischer Eisenbahnverkehrsbetrieb Bari),; auf den Strecken werden zwei S-Bahnlinien (FM 1 und FM 2) sowie zwei Regionallinien (FR 1 und FR 2) betrieben.
Der Bahnbetrieb wird als Ferrovie del Nord Barese (früher: Ferrovia Bari Nord) bezeichnet.
Am 12. Juli 2016 kamen bei einem Zusammenstoß zweier Ferrotramviaria-Züge (ETR 340 und ELT 200) auf der eingleisigen Strecke zwischen den Bahnhöfen Corato und Andria 23 Menschen ums Leben, mehr als 50 wurden verletzt. Siehe: Eisenbahnunfall zwischen Corato und Andria

## Triebfahrzeuge
Die Ferrotramviaria besitzt folgende Triebfahrzeuge (Stand: 15. April 2011):
| Elektrotriebwagen  | Elektrotriebwagen | Elektrotriebwagen       | Elektrotriebwagen                          | Elektrotriebwagen |
| Bahnnummer(n)      | Baujahr           | Hersteller              | Bemerkungen                                | Bild              |
| ------------------ | ----------------- | ----------------------- | ------------------------------------------ | ----------------- |
| EL 01–12           | 1963, 1980        | Stanga, Casaralta, TIBB |                                            |                   |
| EL 13–15           | 1994              | Stanga, Casaralta, TIBB |                                            |                   |
| ELT 200            | 2005, 2008        | Alstom                  | Typ Alstom Coradia Meridian                |                   |
| ETR 340            | 2008–2009         | Stadler Rail            | Typ Stadler Flirt                          |                   |
| Elektrolokomotiven |                   |                         |                                            |                   |
| Bahnnummer(n)      | Baujahr           | Hersteller              | Bemerkungen                                | Bild              |
| Le 101–102         | 1963              | Stanga, TIBB            |                                            |                   |
| Diesellokomotiven  |                   |                         |                                            |                   |
| Bahnnummer(n)      | Baujahr           | Hersteller              | Bemerkungen                                | Bild              |
| DE 01              | 1952              | GM, TIBB                | Umbau aus einem Elektrotriebwagen von 1928 |                   |
| DE 02              | 1963              | Stanga, TIBB            |                                            |                   |